# Joan Batlle i Planas
Juan Batlle i Planas (Torroella de Montgrí, 3 de març de 1911 - Buenos Aires, 8 d'octubre de 1966) va ser un pintor i il·lustrador català que va desenvolupar la seva trajectòria a l'Amèrica del Sud, concretament a l'Argentina.
La seva família va emigrar a l'Argentina quan ell era encara un infant. A Buenos Aires freqüentà el taller del seu oncle Josep Planas i Casas, gravador.
Ben aviat s'interessà pel surrealisme, fins a esdevenir un dels capdavanters d'aquest moviment a L'Argentina i a tota l'Amèrica llatina. La primera exposició individual la va fer el 1939 al Teatro del Pueblo. En van seguir d'altres en galeries de Buenos Aires (Galeria Bonino, 1951) i el 1959 el Museu Nacional de Belles Arts li va dedicar una exposició retrospectiva.
Tot seguit arribaren els honors i reconeixements oficials, tals com el Premi Palanza (1960) o el seu ingrés a l'Acadèmia Nacional de Belles Arts (1962).
El 1965 la seva obra va ser presentada a Washington, en una exposició a l'ambaixada de l'Argentina.
Exemple de la seva activitat com a il·lustrador són les il·lustracions d'una edició de les poesies de Paul Éluard (Buenos Aires 1957).
Entre 2018 i 2019 la Fundació Joan March li va dedicar una exposicióː Juan Batlle Planas. El Gabinete surrealista.